# Kevin Mitnick
Kevin David Mitnick (Van Nuys, Califórnia, 6 de agosto de 1963 – Las Vegas, Nevada, 16 de julho de 2023) foi um programador e hacker estadunidense, conhecido mundialmente a partir da década de 1990. Até 2023 trabalhava como gerente de uma empresa de segurança.

## Biografia
Desde muito cedo Mitnick gostava de hackear jogos simples, e mais tarde, passou a cometer delitos mais graves. Dentre outros feitos, invadiu computadores de operadora de celulares, empresas de tecnologia e provedores de internet. Foi preso em 1995 e obteve sua liberdade condicional em 2000, com a restrição de não poder se conectar à internet durante três anos. Findo esse período, passou a atuar como consultor de segurança na Web.
Sua história como hacker começou na sua adolescência em Los Angeles, durante os anos 70, quando invadiu o computador da sua escola e alterou algumas notas. Pouco tempo depois, passou a interessar-se pela pirataria de sistemas telefônicos. Para isso, chegou a invadir as instalações da Pacific Bell para furtar manuais técnicos. Tendo sido flagrado, não foi condenado por ter apenas 17 anos de idade.

### Prisão
A persistência em burlar sistemas o levou à prisão pela primeira vez aos 32 anos de idade, quando ele foi condenado a um ano de prisão por invasão de sistema e furto de software da DEC. Quando ele saiu da prisão, seu telefone passou a ser monitorado, assim como suas atividades. Haydan S.A foi o hacker que ajudou Kevin a atualizar-se sobre os conceitos de informática.

### Fugitivo
Sem autorização, Kevin viajou a Israel para encontrar amigos crackers, violando sua condicional. Como a polícia suspeitava que ele continuava invadindo sistemas, Mitnick resolveu desaparecer. Para isso, utilizou uma identidade falsa.
Então, como fugitivo da polícia, sua atividade cracker continuou cada vez mais intensa. Invasões em sistemas de telefonia celular e furto online de softwares foram atribuídos a Mitnick, aumentando o interesse pela sua captura.

### Armadilha
Em 1994, Tsutomu Shimomura era um grande especialista em segurança do Centro Nacional de Supercomputação em San Diego, Califórnia. Durante suas férias, seu computador pessoal — que estava conectado via Internet com aquele centro — fora invadido. Além disso, em 27 de dezembro daquele ano, uma pessoa deixou uma mensagem na caixa postal do telefone de Shimomura.
Tsutomu Shimomura, com sua reputação técnica abalada, preparou uma armadilha para Kevin Mitnick. Em primeiro lugar, colocou a mensagem da secretária eletrônica na Internet, tornado-a pública. Ele imaginou que, dessa forma, Kevin entraria novamente em contato.
Algum tempo depois, uma outra mensagem atribuída a Mitnick foi deixada na caixa postal de Tsutomu Shimomura. Ela dizia mais ou menos o seguinte: "Ah, Tsutomu, meu discípulo aprendiz. Você pôs minha voz na Internet. Estou muito desgostoso com isso."
Com o FBI acionado e com a colaboração da National Security Agency, o computador de Shimomura passou a ser monitorado 24 horas por dia em busca de qualquer indício de invasão na tentativa de pegar Mitnick. Da mesma forma, o seu telefone passou a ser rastreado.
Algum tempo depois, uma outra mensagem atribuída a Mitnick foi deixada na caixa postal de Shimomura.
A ligação foi rastreada e em 15 de fevereiro de 1995. As autoridades com a colaboração de técnicos da Sprint Cellular concluíram que o suspeito  operava na Carolina do Norte. Com scanners de frequência, eles verificaram um sinal suspeito vindo de um edifício de apartamentos em Players Court. Com uma ordem judicial, Kevin Mitnick enfim foi preso.
Após cinco anos preso, Mitnick foi libertado em 2000 com a condição de manter-se longe de computadores, celulares e telefones portáteis por três anos.
Após passar o período em que deveria manter-se longe dos computadores, Kevin Mitnick escreveu livros e artigos sobre segurança de informações, proferiu palestras em diversos países e trabalhou como consultor em segurança de sistemas.

### Falecimento
Kevin Mitnick faleceu de câncer de pâncreas em 16 de julho de 2023, com 59 anos de idade.  Na ocasião de seu falecimento, Mitnick estava casado e sua esposa estava grávida de seu primeiro filho.

## Livros

### Escrito por Mitnick
Mitnick é coautor, com William L. Simon e Robert Vamosi, de quatro livros, três sobre segurança de computadores e sua autobiografia:
- (2002) The Art of Deception: Controlling the Human Element of Security[4]
- (2005) The Art of Intrusion: The Real Stories Behind the Exploits of Hackers, Intruders & Deceivers[5]
- (2011) Ghost in the Wires: My Adventures as the World's Most Wanted Hacker[6]
- (2017) The Art of Invisibility[7]

### Autorizado por Mitnick
- (1996) The Fugitive Game: Online with Kevin Mitnick, Jonathan Littman